# Veronica chathamica
Veronica chathamica är en grobladsväxtart som beskrevs av J. Buch.. Veronica chathamica ingår i släktet veronikor, och familjen grobladsväxter. Inga underarter finns listade i Catalogue of Life.